# Contea di Quzhou
La contea di Quzhou (曲周县S, QǔzhōuxiànP) è una contea della Cina, situata nella provincia di Hebei e amministrata dalla prefettura di Handan.